# 위르겐 담
위르겐 담 라스콘(스페인어: Jürgen Damm Rascón, 1992년 11월 7일 ~ )은 멕시코의 독일계 축구 선수로 포지션은 윙어이다. 현재는 소속이 없다.

## 수상

### 클럽
UANL
- 리가 MX: 2015A, 2016A, 2017A, 2019C
- 캄페온 데 캄페오네스: 2016, 2017, 2018
- 캄페오네스컵: 2018